# Pastures volcàniques del Serengeti
És una ecoregió de sabana que ocupa una extensió de 18.000 quilòmetres quadrats, en dues regions separades a banda i banda del braç oriental de la Gran Vall del Rift. La regió occidental es troba a la plana de Serengeti. L'ecoregió està formada per planes herbàcies ondulades cobertes de cendres volcàniques procedents de diversos volcans propers, interrompudes per afloraments rocosos aïllats (inselbergs) anomenats a l'Àfrica kopjes. Les temperatures màximes mitjanes oscil·len entre 24 i 27 ° C, i les mínimes entre 15 i 21 ° C. Les precipitacions anuals, molt estacionals, varien entre els 1050 mm del nord-oest i els 550 del sud-est; hi ha dues estacions humides, entre març i maig i entre novembre i desembre.
Forma part de l'ecoregió anomenada Sabana d'acàcies d'Àfrica Oriental, inclosa en les llistes Global 200. La plana s'estén fins al sud-oest de Kenia.

## Flora
El terreny és un 52% de vegetació herbàcia incloses herbes, un 26% d'arbusts baixos, un 11% de terres agrícoles conreades i la resta són boscos oberts i aiguamolls.
Entre les espècies dominants es troben Sporobolus, Pennisetum mezianum, Eragrostis tenuifolia, Andropogon greenwayi, Panicum coloratum, Cynodon dactylon, Chloris gayana, dactyloctenium, Digitaria macroblephara i Kyllinga.

## Fauna
Aquestes praderies són vitals per a les migracions de milions de grans mamífers: el nyu blau (Connochaetes taurinus), la zebra de Burchell (Equus quagga burchelli), la gasela de Thomson (Gazella thomsoni), l'eland comú (Taurotragus oryx) ...
Un gran nombre d'espècies de depredadors habita en l'ecoregió: guepard (Acinonyx jubatus), lleó (Panthera leo), lleopard (Panthera pardus), hiena tacada (Crocuta crocuta), hiena ratllada (Hyaena hyaena), xacal ratllat (Canis adustus), xacal daurat (Canis aureus) xacal de llom negre (Canis mesomelas), ratel (Mellivora capensis), caracal (Caracal caracal), serval (Leptailurus serval), gat salvatge (Felis silvestris), gos salvatge africà (Lycaon pictus), l'otoció (Otocyon megalotis) i diverses espècies de civetes, genetes i mangostes (família Viverridae).
Altres espècies importants per la seva abundància són l'antílop aquàtic (Kobus ellipsiprymnus), el Búbal comú (Alcelaphus buselaphus), el topi (Damaliscus lunatus), l'impala (Aepyceros melampus), la gasela de Grant (Gazella granti), el búfal cafre (Syncerus caffer) i el cocodril del Nil (Crocodylus niloticus).
La cigonya blanca (Ciconia ciconia) hiverna en aquesta ecoregió.

## Endemismes
L'ecoregió és pobra en endemismes.

## Estat de conservació
Vulnerable. Les principals amenaces per aquesta ecoregió són la ramaderia, les cremes i els incendis.

## Protecció
Gran part de l'ecoregió es troba protegida. Les principals àrees protegides són el Parc nacional Serengeti i la Zona de conservació de Ngorongoro, ambdues declarades Patrimoni de la Humanitat per la Unesco.